# Dusponera fannia
Dusponera fannia là một loài bướm đêm trong họ Noctuidae.